# Тина Пика
Тина Пика (на италиански: Tina Pica) е италианска актриса.

## Биография
Родена е на 31 март 1884 година в Неапол, Филмовият ѝ дебют е през 1935 г. с „Il cappello a tre punte“, играе характерни поддържащи роли, предимно на възрастна леля, баба, прислужница и други.
През 1950-те години на миналия век тя става знаменитост благодарение на ролята си на Карамела в успешната филмова поредица „Хляб, любов и фантазия“ („Pane, amore e fantasia“) (1953), „Хляб, любов и ревност“ („Pane, amore e gelosia“) (1954), „Хляб, любов и…“ („Pane, amore e ...“) (1955).
Тина Пика се омъжва два пъти. През 1912 г. за ювелира Микеле Ферари, който умира млад само след шест месеца брак. Няколко години по-късно и тяхното момиченце почива. През 1935 г. Тина решава да се жени повторно за общинския полицай Винченцо Скарано, двамата остават заедно до смъртта му през 1967 г.
Тина Пика умира на 84-годишна възраст в Неапол, в дома на племенника си Джузепе. Улица в Рим и градина в Неапол са кръстени на нея.

## Избрана филмография
| година | филм                           | оригинално заглавие             | роля      | режисьор         |
| ------ | ------------------------------ | ------------------------------- | --------- | ---------------- |
| 1953   | Хляб, любов и фантазия         | Pane, Amore e Fantasia          | Кармела   | Луиджи Коменчини |
| 1954   | Хляб, любов и ревност          | Pane, amore e gelosia           | Кармела   | Луиджи Коменчини |
| 1954   | Златото на Неапол (Професорът) | L'oro di Napoli (Il professore) | Старицата | Виторио Де Сика  |
| 1955   | Знакът на Венера               | Il segno di Venere              | Зия Тина  | Дино Ризи        |
| 1955   | Герой на нашето време          | Un eroe dei nostri tempi        | Клотилде  | Марио Моничели   |
| 1955   | Хляб, любов и…                 | Pane, amore e…                  | Кармела   | Дино Ризи        |